# The Quarrymen
The Quarrymen (czasami pisane rozdzielnie jako Quarry Men) – zespół założony w 1956 przez Johna Lennona w Liverpoolu, początkowo grający muzykę skifflową, a następnie rock and rolla.

## Historia zespołu
W 1956 Lennon zawiązał zespół wraz ze swoim szkolnym kolegą, Pete’em Shottonem, który grał na tarze. Nazwa zespołu pochodziła od nazwy Quarry Bank Grammar School, podmiejskiego technikum ekonomicznego w Allerton na przedmieściach Liverpoolu, do którego uczęszczali. Początkowo sporadycznie występowali z nimi basiści Nigel Whalley i Ivan Vaughan, ostatecznie w składzie znaleźli się: bandżysta Rod Davis, gitarzysta i wokalista Erik Griffiths oraz perkusista Colin Hanton.
15 czerwca 1956 w ogrodzie kościoła pw. Świętego Piotra w Woolton zagrali koncert podczas Wollton Fête, uroczystości podsumowującej rok szkolny. Podczas wydarzenia Lennon poznał Paula McCartneya, który dołączył do ich składu rok później, po kolejnej uroczystości Wollton Fête, która odbyła się 6 lipca 1957. Kilka miesięcy później do zespołu dołączył Leny Garry. Nigel Whalley po zostaniu menedżerem grupy zakontraktował im stałe koncerty w miejscowym klubie jazzowym. W marcu 1958, za namową McCartneya, do The Quarrymen jako gitarzysta prowadzący dołączył George Harrison. Choć Lennon początkowo był niechętny pomysłowi, bo uważał, że Harrison jest za młody, ostatecznie zmienił zdanie, usłyszawszy jego grę podczas próby. Pod koniec 1958 skład zespołu zredukowano do trzech osób – Lennona, McCartneya i Harrisona, którzy zaczęli grać rock and rolla. W czerwcu 1959 wystąpili w konkursie młodych talentów „Carroll Levis Discovery Show”, ale bez powodzenia. Grali także pod innymi nazwami – Johnny & The Moondogs, The Nurk Twins lub The Rainbows. Występowali w liverpoolskiej kawiarni „The Casbah”, sporadycznie u ich boku grał perkusista Ken Wood. Za namową Harrisona do zespołu wkrótce dołączyli basista Stuart Sutcliffe i perkusista Thomas Moore. W listopadzie 1959 zespół się rozpadł.
W 1960 muzycy zmienili nazwę formacji na Long John & The Moondogs, następnie na The Silver Beatles (na cześć Buddy’ego Holly’ego), a niedługo później – na The Beatles.